# Bayadera
Bayadera is een geslacht van libellen (Odonata) uit de familie van de Euphaeidae (Oriëntjuffers).

## Soorten
Bayadera omvat 15 soorten:
- Bayadera bidentata Needham, 1930
- Bayadera brevicauda Fraser, 1928
- Bayadera continentalis Asahina, 1973
- Bayadera fasciata Sjöstedt, 1933
- Bayadera forcipata Needham, 1930
- Bayadera hyalina Selys, 1879
- Bayadera indica (Selys, 1853)
- Bayadera ishikagiana Asahina, 1964
- Bayadera kali Cowley, 1936
- Bayadera kirbyi Wilson & Reels, 2001
- Bayadera longicauda Fraser, 1928
- Bayadera melanopteryx Ris, 1912
- Bayadera nephelopennis Davies & Yang, 1996
- Bayadera serrata Davies & Yang, 1996
- Bayadera strigata Davies & Yang, 1996